# Jacob Schoop
Jacob Toppel Schoop (Odense, 23 dicembre 1988) è un calciatore danese, centrocampista dell'Helsingør.

## Palmarès

### Club

#### Competizioni nazionali
- 1. Division: 2

Vejle: 2017-2018, 2019-2020